# Bánica (kommun)
Bánica är en kommun i Dominikanska republiken.   Den ligger i provinsen Elías Piña, i den västra delen av landet, 180 km väster om huvudstaden Santo Domingo. Antalet invånare är cirka 7 000.
Terrängen i Bánica är varierad.